# Venera 7
Venera 7 war eine Raumsonde des sowjetischen Venera-Programms. Sie landete am 15. Dezember 1970 auf der Venus und war die erste Raumsonde, die Daten direkt von der Oberfläche eines anderen Planeten übermittelte.

## Aufbau
Wie ihre Vorgängersonden Venera 4, 5 und 6 bestand Venera 7 aus einem Satellitenbus und einer kugelförmigen Landekapsel. Der etwa 3,5 m hohe Bus enthielt unter anderem zwei Solarpaneele mit einer Gesamtfläche von 2,5 m², das Haupttriebwerk für Kurskorrekturen und eine Parabolantenne mit 2,3 m Durchmesser.

### Landekapsel
Da alle früheren Venuslandesonden durch den extremen Druck und die hohen Temperaturen der Venusatmosphäre vor der Landung zerstört worden waren, wurde die Landekapsel von Venera 7 für Umgebungen mit bis zu 180 bar Druck und 530 °C Temperatur ausgelegt. Die empfindlichen Komponenten befanden sich in einer druckfesten Titan-Kapsel. Zur Erprobung dieser Konstruktion wurde eigens eine Hochdruckkammer gebaut.
Zur Verkürzung der Sinkzeit in der dichten Venusatmosphäre wurde der hitzeresistente Fallschirm auf 2,8 m² verkleinert. Um seine vollständige Entfaltung zu verzögern, wurde er mit Leinen befestigt, die sich bei etwa 200 °C Umgebungstemperatur auflösen sollten.
Durch die Schutzmaßnahmen war die Landekapsel mit 490 kg deutlich schwerer als die der Vorgängermissionen. Um die Startmasse der gesamten Sonde innerhalb der Nutzlastgrenze der Trägerrakete zu halten, mussten einige wissenschaftliche Instrumente sowie die Telemetrie-Ausrüstung der Raketenoberstufe weggelassen werden.

## Verlauf
Venera 7 startete am 17. August 1970 um 04:38 Uhr UTC. Eine baugleiche Schwestersonde, Kosmos 359, strandete nach ihrem Start am 22. August im Erdorbit und konnte ihre Mission nicht fortsetzen. Nach zwei Kurskorrekturen am 2. Oktober und am 17. November befand sich Venera 7 auf der korrekten Flugbahn zur Venus.
Am 15. Dezember um 04:58 Uhr UTC wurde die Landekapsel in 135 km Höhe vom Bus abgetrennt. Innerhalb der nächsten 32 Sekunden bremste die Kapsel von 11,5 km/s auf 200 m/s ab, woraufhin sich der Fallschirm in etwa 60 km Höhe entfaltete. Sechs Minuten später riss er, und die Kapsel legte den restlichen Abstieg im freien Fall zurück. 35 Minuten nach dem Eintritt in die Atmosphäre schlug sie mit etwa 17 m/s auf der Venusoberfläche auf.
Unmittelbar nach dem Aufprall verstummte die Datenübertragung zunächst. Eine Woche nach der Landung gelang es den Ingenieuren jedoch, ein schwaches Signal aus dem aufgezeichneten, vermeintlichen Hintergrundrauschen zu extrahieren. Untersuchungen ergaben, dass Venera 7 auf die Seite gerollt war, sodass die Antenne nicht mehr in Richtung Erde zeigte. Dennoch hatte die Sonde fast 23 Minuten nach der Landung weiter Daten übertragen.

## Ergebnisse
Venera 7 registrierte kurz vor ihrem Aufprall eine Temperatur von 475 ± 20 °C und einen Druck von 90 ± 15 bar. Dies waren die ersten zuverlässigen Messungen der Bedingungen auf der Venusoberfläche. Sie bildeten die Voraussetzung für spätere, komplexere Venuslandesonden wie Venera 9.